# Y Leporis
Y Leporis är en halvregelbunden variabel av SRB-typ i stjärnbilden Haren.
Stjärnan har en fotografisk magnitud som varierar mellan +10,3 och 11,7 med en period av 109 dygn.